# Holzkirchen
Holzkirchen es un municipio rural en Baviera, Alemania. Con una población de 16,000 habitantes en (2006) es el poblado más extenso largo de Miesbach.
Holzkirchen era la ubicación de una de las estaciones transmisoras de Radio Europa Libre: las transmisiones comenzaron en 1951 y proporcionaban a la población de la Europa del este las noticias más recientes sobre la Europa del oeste. Los transmisores tenían una fuerza superior a los 250 kilovatios, y en los 80s hicieron que un avión Tornado se estrellase cerca de Oberlaindern. Las transmisiones fueron reducidas tras la caída del bloque comunista y los transmisores fueron desmantelados en 2004.